# Ilana Dorfman
Ilana Dorfman (hebräisch אילנה דורפמן; * 10. Juli 2001) ist eine israelische Leichtathletin, die sich auf den Sprint spezialisiert hat.

## Sportliche Laufbahn
Erste Erfahrungen bei internationalen Meisterschaften sammelte Ilana Dorfman im Jahr 2019, als sie bei den U20-Europameisterschaften in Borås mit der israelischen 4-mal-100-Meter-Staffel ihren Vorlauf nicht beenden konnte. Anschließend siegte sie in 45,00 s bei den Balkan-Meisterschaften in Prawez und stellte kurz zuvor in Paris mit 44,79 s einen neuen Landesrekord auf. 2021 belegte sie dann in 45,89 s den vierten Platz bei den Balkan-Meisterschaften in Smederevo, ehe sie bei den U23-Europameisterschaften in Tallinn im Vorlauf m it der Staffel nicht ins Ziel kam. 2023 wurde sie bei der 3. Liga der Team-Europameisterschaft im Rahmen der Europaspiele in Chorzów in 12,01 s Vierte über 100 Meter und gelangte mit 24,43 s auf Rang fünf über 200 Meter. Zudem wurde sie in 45,68 s Dritte in der 4-mal-100-Meter-Staffel. Anschließend verpasste sie bei den Balkan-Meisterschaften in Kraljevo mit 11,92 s den Finaleinzug im 100-Meter-Lauf und wurde über 200 Meter in 24,03 s Dritte im B-Lauf. 
2021 wurde Dorfman israelische Meisterin im 400-Meter-Lauf sowie 2023 über 100 und 200 Meter.

## Persönliche Bestleistungen
- 100 Meter: 11,70 s (+0,4 m/s), 30. Juli 2023 in Jerusalem
- 200 Meter: 24,03 s (+1,0 m/s), 23. Juli 2023 in Kraljevo
- 400 Meter: 57,39 s, 20. Juni 2022 in Tel Aviv-Jaffa